# Rhododendron gracilentum
Rhododendron gracilentum är en ljungväxtart som beskrevs av Ferdinand von Mueller. Rhododendron gracilentum ingår i släktet rododendron, och familjen ljungväxter. Inga underarter finns listade i Catalogue of Life.